# Laetacara
Laetacara – rodzaj słodkowodnych ryb okoniokształtnych z rodziny pielęgnicowatych (Cichlidae).

## Zasięg występowania
Ameryka Południowa (dorzecze Amazonki).

## Klasyfikacja
Gatunki zaliczane do tego rodzaju:
- Laetacara araguaiae Ottoni & Costa, 2009
- Laetacara curviceps (Ahl, 1923) – akara cętkowana[3]
- Laetacara dorsigera (Heckel, 1840)
- Laetacara flamannellus Ottoni, Bragança, Amorim & Gama, 2012
- Laetacara flavilabris (Cope, 1870)
- Laetacara fulvipinnis Staeck & Schindler, 2007
- Laetacara thayeri (Steindachner, 1875)